# Günter Gribbohm
Günter Gribbohm (* 31. Dezember 1932 in Borby (jetzt Eckernförde)) ist ein promovierter deutscher Jurist. Er war vom 1. Dezember 1977 bis zu seinem Eintritt in den Ruhestand am 31. Dezember 1995 Richter am Bundesgerichtshof.

## Leben und beruflicher Werdegang
Gribbohm wurde nach dem Studium der Rechtswissenschaft an der Christian-Albrechts-Universität in Kiel 1960 mit einer Untersuchung über Verwendung und Funktionen der Unzumutbarkeit im Strafrecht unter Berücksichtigung vor allem der Tatbestände des besonderen Teils des Strafgesetzbuchs promoviert. Nach einer Tätigkeit als Oberlandesgerichtsrat am Schleswig-Holsteinischen Oberlandesgericht gehörte er seit dem 1. Dezember 1977 dem Bundesgerichtshof an; dort war er dem 3. Strafsenat und zunächst auch dem 4. Strafsenat zugewiesen. Gribbohm war vom 1. März 1991 bis zu seiner Versetzung in den Ruhestand am 31. Dezember 1995 Vorsitzender des 1. Strafsenats.
Gribbohm ist mit mehreren Arbeiten zur Militärstrafjustiz hervorgetreten.

## Veröffentlichungen
- Zwischen Widerstand und Verrat: der Fall Seydlitz vor dem Reichskriegsgericht, Juristische Schulung (JuS) 1976, 629–633
- Beitrag in: Justiz und Drittes Reich (Hrsg.: Dietmar Albrecht und Holger Clausen), Schriftenreihe der Akademie Sankelmark, 1984
- Die ehrengerichtlichen Berufs- und Vertretungsverbote in der Rechtsprechung des Senats für Anwaltssachen des Bundesgerichtshofs
- Das Verbot strafschärfender Analogie und die strafzumessungsrechtlichen Doppelverwertungsverbote, In: Straf- und Strafverfahrensrecht, Recht und Verkehr, Recht und Medizin. Köln: Carl Heymanns Verlag, 1995, S. 39–46
- Auf der Suche nach dem richtigen Recht: Gedanken zum Beschluß des Großen Senats für Strafsachen vom 3.5.1994 (BGHSt. 40,138), In: Festschrift für Walter Odersky Berlin: de Gruyter, 1996, S. 387–400, ISBN 3-11-014365-8
- Zur Auslegung des Unrechtsbeseitigungsgesetzes 1990 - und zum Beschluß des OLG Schleswig vom 14.2.1995-1 Ws 40/92, NStZ 1995, 454, in NStZ 1996, 70–72
- Vergangenes und Gegenwärtiges: interessantes aus über 50 Jahren Rechtsprechung der Strafsenate des Schleswig-Holsteinischen Oberlandesgerichts, In: 50 Jahre Schleswig-Holsteinisches Oberlandesgericht in Schleswig, Schleswig: Schleswiger Gesellschaft Justiz und Kultur, 1998, S. 226–264
- Strafrechtsgeltung und Teilnahme: zur Akzessorietät der Teilnahme im internationalen Strafrecht, Juristische Rundschau, 1998, 177–179
- Das Reichskriegsgericht. Die Institution und ihre rechtliche Bewertung (Juristische Zeitgeschichte. Abt. 1), Berliner Wissenschafts-Verlag, 2004, ISBN 978-3-8305-0585-3
- TVA, Gestapo und Reichskriegsgericht: ein geheimer Kriegsgerichtsprozess in Torgau 1945, In: Schleswig-holsteinische Anzeigen. Teil A, Kiel : Ministerium für Justiz, Europa und Verbraucherschutz des Landes Schleswig-Holstein, ISSN 1860-9643. Bd. 251 (2004), 3, S. 63–64
- Die NS-Standgerichte gemäß der Verordnung vom 15. Februar 1945: ein Beispiel für den Niedergang der Strafrechtspflege im Zweiten Weltkrieg, In: Juristische Zeitgeschichte. Jahrbuch der Juristischen Zeitgeschichte. Berlin : de Gruyter, ISSN 1869-6899. Bd. 6 (2004/2005), S. 122–140
- Selbst mit einer "Repressalquote" von zehn zu eins? über Recht und Unrecht einer Geiseltötung im Zweiten Weltkrieg, Berlin/Münster: LIT-Verl., 2006, Rechtsgeschichte und Rechtsgeschehen. Kleine Schriften; 6, ISBN 3-8258-9695-1
- Das Reichsmilitärgericht - Teil deutscher Rechtskultur in wilhelminischer Zeit (Ius vivens B 19). LIT-Verlag, Berlin/Münster 2007, ISBN 978-3-8258-0618-7
- Die dem Richter gebührende Sühne: zur rechtlichen Stellung des Richters im Dritten Reich nach dem Reichstagsbeschluss vom 26. April 1942, In: Journal der juristischen Zeitgeschichte, Bd. 2 (2008), 1, S. 1–6, Berlin: Walter de Gruyter
- „Geführte“ Strafjustiz - Reichsgericht und Kriegsstrafrecht im zweiten Weltkrieg (Rechtsgeschichte und Rechtsgeschehen/Kleine Schriften 21). LIT, Münster, 2009, ISBN 978-3-643-10362-8